# Maximí Sala i Sánchez
Maximí Sala i Sánchez (Barcelona, c. 1840 - 18 d'octubre de 1894) va ser un escultor, que es va especialitzar en imatgeria religiosa, de la que va efectuar nombroses obres en diverses esglésies de la ciutat comtal.

## Biografia
Va estudiar a l'Escola de la Llotja de Barcelona i a l'Academia de San Fernando de Madrid. Una de les seves principals obres va ser l'antiga estàtua de la Verge de la Mercè, en bronze, instal·lada el 1888 a la cúpula de la Basílica de la Mercè, fosa durant la Guerra civil espanyola i tornada a elaborar posteriorment pels germans Miquel Oslé i Llucià Oslé. Va col·laborar amb els escultors Francesc Pagès, Rossend Nobas, Torquat Tasso i Eduard B. Alentorn al Monument a Joan Güell i Ferrer -a on va elaborar una al·legoria de l'Agricultura-, també desaparegut a guerra civil. Altres obres seves són la imatge de la Purísima de l'Església de la Concepció i l'efígie de Sant Josep en la cripta del Temple Expiatori de la Sagrada Família. També va cultivar l'aquarel·la.